# Ленін Володимир Ілліч
Володи́мир Іллі́ч Ле́нін (рос. Владимир Ильич Ленин; справжнє прізвище — Улья́нов — рос. Ульянов; також відомий під прізвищем Улья́нов-Ле́нін — рос. Ульянов-Ленин; 10 (22) квітня 1870, Симбірськ, (нині Ульяновськ), Російська імперія — 21 січня 1924, Горки, Московська область, Російська РФСР, СРСР) — російський і радянський революціонер, марксистський теоретик, засновник і перший глава уряду Радянської Росії (1917–1924) та Радянського Союзу (1922–1924). Засновник і лідер російської соціал-демократичної робітничої партії (більшовиків), головний організатор Жовтневого перевороту, головним результатом якого стало повалення Тимчасового уряду, початок Громадянської війни в Росії (1917–1922) та створення першої у світі держави, що декларувала себе соціалістичною. Уряд Леніна здобув перемогу у Громадянській війні в Росії та консолідував владу у рамках однопартійної держави під керівництвом Комуністичної партії. Філософське й теоретичне бачення марксизму, розвинене Леніним, отримало назву «ленінізм».
Інтерес до революційно-соціалістичної політики виник у Леніна 1887 року, після страти його брата за замах на імператора Олександра III. Ленін був виключений з Казанського імператорського університету за участь у протестах проти царського уряду, після чого він присвятив наступні роки здобуттю юридичної освіти, а в 1893 році переїхав до Санкт-Петербурга, де став відомим марксистським активістом. У 1897 році Леніна заарештували за підривну діяльність і заслали до Сибіру на три роки. Після цього він переїхав до Західної Європи, де став ключовою фігурою марксистської Російської соціал-демократичної робітничої партії. Під час розколу партії в 1903 році Ленін очолив більшовицьку фракцію, протистоячи меншовикам на чолі з Юлієм Мартовим. Ленін ненадовго повернувся до Росії під час невдалої революції 1905 року, а під час Першої світової війни виступав за її перетворення на загальноєвропейську пролетарську революцію. Після Лютневої революції 1917 року, яка повалила царя Миколу II та встановила Тимчасовий уряд, Ленін повернувся до Росії та відіграв провідну роль у Жовтневому перевороті.
Уряд Леніна провів перерозподіл землі, видав низку законодавчих декретів, націоналізував банки та промисловість, підписав Берестейський мир із Центральними державами та заснував Третій Інтернаціонал. Спочатку уряд Леніна ділив владу з лівими есерами та дозволяв діяльність багатопартійних Установчих зборів, але до 1918 року владу було централізовано в новій Комуністичній партії. Опоненти були придушені в межах Червоного терору, під час якого десятки тисяч людей були вбиті або ув'язнені. Реагуючи на розруху, голод і народні повстання, у 1921 році Ленін відмовився від політики воєнного комунізму, впровадивши Нову економічну політику (НЕП). Ленін переніс три тяжкі інсульти у 1922 і 1923 роках, а після його смерті в 1924 році найвпливовішою фігурою радянського уряду став Йосип Сталін. Після його приходу до влади, у Радянському Союзі було впроваджено всеохопний культ особи Леніна, що тривав аж до його розпаду в 1991 році, а іменем Леніна було названо офіційну державну ідеологію СРСР ― марксизм-ленінізм, розроблений сталінським урядом у 1920-х роках.
Постать Леніна залишається суперечливою та поляризуючою: апологети відзначають його заслуги у створенні революційного уряду, що робив кроки до побудови соціалізму, тоді як критики звинувачують у формуванні диктатури, що призвела до масових убивств і репресій. Незалежно від позитивної чи негативної оцінки його діяльності, Ленін широко визнаний як одна з найвпливовіших постатей ХХ століття, і як один з найбільш значущих революційних діячів у світовій історії.

## Походження та ранні роки

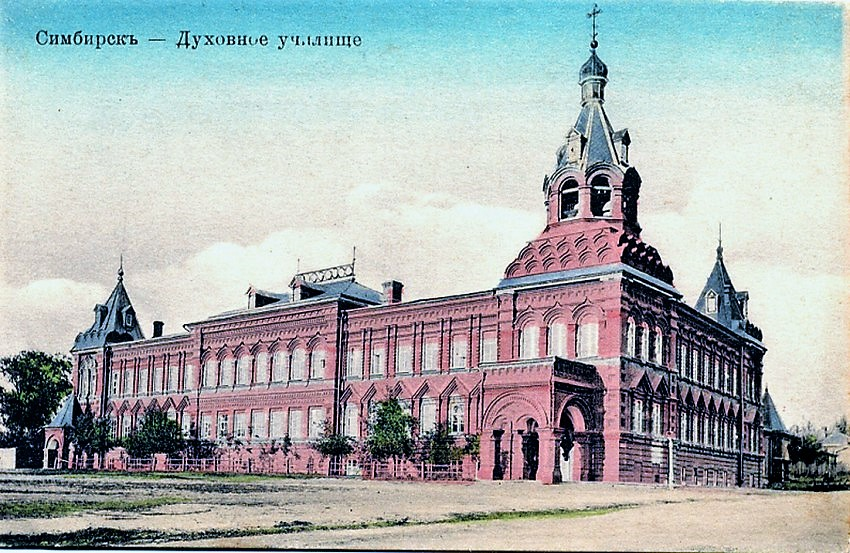
Старий Симбірськ. Так виглядало місто в роки дитинства і юності Володимира Ульянова.

Серед предків першого керівника Радянської Росії та СРСР є представники кількох народів і культурних традицій Російської імперії та інших країн. Серед його предків виділяють росіян, німців і шведів, євреїв, чувашів та калмиків. Тому не дивно, що Володимир Ульянов, називаючи себе росіянином (рос. русским), мало надавав значення національним особливостям у своєму житті, володів і користувався кількома мовами, робив переклади для власних потреб.
Володимир Ульянов народився у губернському місті Симбірську у сім'ї високопосадового губернського держчиновника і особистого дворянина. Батько — Ульянов Ілля Миколайович (1831—1886 рр.) — інспектор народної освіти; мати — Ульянова Марія Олександрівна (1835—1916 рр.), здала екстерном екзамени на право працювати вчителем початкових класів, але ніколи не працювала, займалась власною багатодітною сім'єю.
Сім'я, в якій виховувався майбутній революціонер, в основному складалася з інтелігенції та була за родоводом різноманітною; виділяють у ній представників різних національних груп: росіян, калмиків, чувашів, євреїв, німців і шведів. Сам дід Леніна по батькові, Микола Васильович Ульянов (1770—1838 рр.), чуваш за національністю, був кріпаком із Нижньогородської губернії, який переселився в Астрахань, де працював ремісником; він одружився із Анною Олександрівною Смирновою (1800—1871 рр.), батько якої Олександр Лук'янович Смирнов був калмиком.
Батько матері Володимира Ульянова, Олександр Дмитрович Бланк (1801/1804-1870), лікар за професією, походив із єврейської родини, що проживала у містечку Старокостянтинів Волинської губернії, був сином Мойше Іцковича Бланка. 1820 року був, разом із братом, хрещений. Водночас дослідник сім'ї Ульянових М. С. Шагінян називала Олександра Бланка українцем.
Володимир Ульянов у п'ять років навчився читати, з дев'яти років відвідував Симбірську гімназію, де виявився відмінником: переходив з класу в клас із нагородами. Не останнім чинником успішних випускних оцінок молодшого Ульянова було те, що директором гімназії був Федір Михайлович Керенський — персональний друг сім'ї Іллі Миколайовича і батько майбутнього голови Тимчасового уряду Росії Олександра Федоровича Керенського. Після передчасної смерті голови сім'ї Ульянових Ф. М. Керенський піклувався про майбутнє молодшого Ульянова — відверто настояв на тому, щоб вчителі виставили Володі в випускному гімназичному атестаті найвищі оцінки та йому було видано «Золоту медаль», що об'єктивно не зовсім відповідало реальним знанням та здібностям майбутнього «вождя Революції». Але «Золота медаль» надавала можливість поступати до університету поза конкурсом і вступними екзаменами. Також Ф. М. Керенський допоміг Володимиру Ульянову вступити до Казанського університету — написав позитивну персональну характеристику та власне поручився перед владою та керівництвом університету за лояльність Володі Ульянова, котрому після страти його старшого брата Олександра за участь у терористичному угрупуванні і плануванні вбивства царя Олександра III, вступ до університету було закрито як «політично неблагонадійному елементу». Запорука Керенського-старшого зіграла позитивну роль і для Володимира було зроблено виняток.
1887 року вступив на юридичний факультет Казанського університету, але власне навчанням цікавився мало. У грудні цього ж року його виключено за участь у студентському страйку. У 1887—1889 роках знайомився з творами Карла Маркса, в 1888 р. брав участь у роботі нелегальних марксистських гуртків. У 1891 р., згідно з ним самим написаною автобіографією, склав екзамени екстерном за курс юридичного факультету Петербурзького університету. Після отримання диплому, між роками 1892-93 рр. , записався як помічник присяжного повіреного Хардіна, у Самарі, та декілька разів виступав по дрібних процесах. Восени 1893 р. переїхав до Петербурга, де записався помічником присяжного повіреного адвоката Волкенштейна. У квітні-травні 1895 р. за дорученням петербурзьких марксистів виїздив до Швейцарії, де познайомився з Г. Плехановим, В. Засуліч, Павлом Аксельродом. Після повернення до Росії об'єднав марксистські групи Петербурга в організацію під назвою «Союз боротьби за визволення робітничого класу». У 1895 р. заарештований, у 1897—1899 рр. перебував на засланні у с. Шушенське Єнісейської губернії, яке дуже нагадувало відпочинок в санаторії.
Після відбуття заслання виїхав за кордон, де заснував і співредагував російську соціал-демократичну газету «Іскра» (1900—1903 рр.).
Організатор другого з'їзду РСДРП (1903 р.). Позиція Леніна з питань побудови та організації діяльності партії призвела до розколу РСДРП на «більшовиків» і «меншовиків». Очоливши «більшовиків», Ленін вів безперервну фракційну боротьбу.
У листопаді 1905 р., у період піднесення російської революції, повернувся у Росію. Під час революції відмовився від співробітництва з ліберальними політичними течіями, виступав за радикалізацію революційного руху та встановлення «диктатури пролетаріату». Після поразки революції у грудні 1907 р. знову емігрував за кордон. Узявши участь у революції 1905 року, був змушений виїхати з Російської імперії після її поразки і жив у Швейцарії до 1914 р..
Вже перебуваючи у еміграції, 1909 року Ленін опублікував свою головну роботу «Матеріалізм і емпіріокритицизм». Робота була опублікована після того, як Ленін усвідомив, наскільки широку популярність отримали махізм і емпіріокритицизм. Під час Першої світової війни 1914—1918 рр. проголосив гасло поразки свого уряду у війні і перетворення війни з імперіалістичної у громадянську. Однак ці гасла йому не вдалося нав'язати ні більшовикам, ні соціал-демократичним партіям Європи. Позиція Леніна та його прихильників була вигідна державам Троїстого Союзу, тому вони (в основному Німеччина) надавали більшовикам матеріальну підтримку (див. «Пломбований вагон»).

## 1917—1924
Ленін повернувся до Росії лише після Лютневої революції 1917 (див. «Пломбований вагон»).
На початку квітня 1917 року, повернувшись до Петрограда, він розпочав діяльність, спрямовану на повалення Тимчасового уряду та ліквідацію двовладдя. Під час виступу поблизу Фінляндського вокзалу у Петрограді виголосив гасло «Вся влада радам!», згідно з яким передбачався мирний перехід влади до рад; одночасно висунув лозунги про припинення воєнних дій, передачу землі селянам, а заводів і фабрик — робітникам. Завершив свій виступ словами «Хай живе світова соціалістична революція!». Однак від липня 1917 р., після невдалої спроби більшовицького перевороту в Петрограді, ставив питання про перехід влади до рад шляхом збройного повстання: розробляв план збройного перевороту під час перебування у Фінляндії, де переховувався від арешту та суду (засуджений на підставі «злочинного діяння передбаченого 51, 100 і 1 п. 108 ст. Кримінального Укладення Російської імперії»).
У жовтні 1917 р., щоб безпосередньо керувати підготовкою повстання, нелегально перебрався до Петрограда, а вже 24-25 жовтня (7-8 листопада) 1917 р. в Петрограді захопив з більшовицькою партією владу.
4 (17) грудня 1917 року висунув ультиматум Українській Центральній Раді.
Від перших днів радянської влади й до самої смерті — голова більшовицького уряду — Ради Народних Комісарів (Раднаркому).
20 грудня 1917 року встановив під загрозою штрафу, відправлення на фронт, розстрілу та застосування заходів воєнного часу задумані ним раніше примусові роботи та контроль над громадянами багатих класів та службовцями банків, акціонерних підприємств, державних і громадських організацій. До багатих класів він відніс людей, які заробляли 500 рублів і більше або мали майно на суму вище 1000 рублів. Проте ще раніше 18 листопада Ленін та інші народні комісари встановили собі зарплату 500 рублів та надбавку 100 рублів за кожного члена сім'ї. Працівники апарату Раднаркому отримували навіть вищі зарплати, наприклад, секретар РНК отримував 700 рублів, другий секретар РНК — 550 рублів, керуючий справами — 800 рублів. Ще до революції сам Ленін розкішно проживав за рахунок доходів з оренди маєтку матері, в якому використовувалась наймана праця селян, придбаного за 7500 рублів в 1888 році. Наприклад, за один місяць в 1893 році він витратив 74 р. 30 коп, а річна зарплата кухарки в цей час становила 35-40 рублів. Мати Леніна Марія Ульянова з 1886 року отримувала в сумі половини державного окладу покійного чоловіка 100 рублів пенсії. На цей час це були великі суми, враховуючи, що реальна інфляція тільки за три роки до Лютневої революції становила 389 %, а від Лютневої революції до початку Жовтневого перевороту купівельна спроможність рубля зменшилась ще в чотири рази. Згідно з дослідженнями історика-ленінознавця Анатолія Латишева, В. Ленін за час свого правління відвідував розкішні бенкети і за його розпорядженням для нього та його соратників в таємниці від народу будували шикарні санаторії, персональні дачі та будинок відпочинку під час жорстокого голоду в країні.

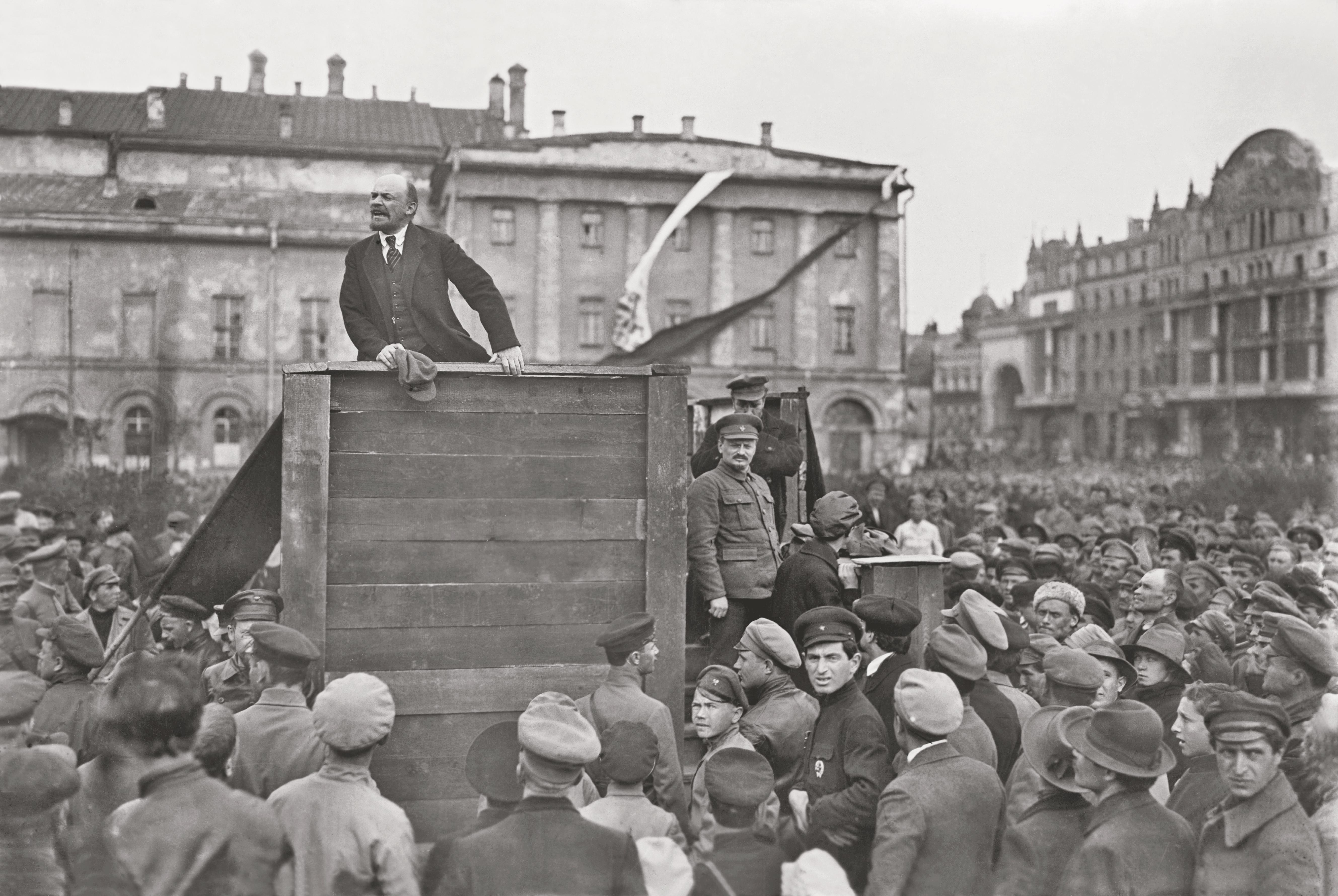
Голова Ради народних комісарів (прем'єр-міністр) РРФСР Ленін виголошує промову під час радянсько-польської війни

Застосовуючи терор і насильство, з перших місяців революції Ленін з більшовиками здійснював політику заборони приватної торгівлі, хлібної монополії, продовольчої диктатури, «воєнного комунізму», «продрозкладки», загальної трудової повинності та масової конфіскації приватної власності, що викликало масове незадоволення серед широких верств населення і спричинило громадянську війну. Зокрема, за особистими розпорядженнями Леніна підлягали конфіскації акції акціонерних товариств, орендована нерухомість та підприємства, що порушували правила робітничого контролю. В 1918 Ленін році проголосив та реалізовував політичний лозунг Грабуй награбоване, націлений на пограбування приватного майна в широких верств населення.
Незгідний із передаванням влади законно обраним Установчим зборам, розігнав їх 5 січня 1918 року та за допомогою масового насильства, терору, політики заборони приватної торгівлі, хлібної монополії, продовольчої диктатури, «воєнного комунізму», «продрозкладки», загальної трудової повинності, конфіскації приватної власності громадян спровокував у Росії громадянську війну. У роки громадянської війни — Голова Ради робітничої і селянської оборони (створеної 30 листопада 1918 року).
Попри те, що на нього здійснено 30 серпня 1918 року невдалий замах есерки Фанні Каплан (за однією з версій, замах був містифікований більшовиками з метою розв'язання масового терору), Ленін став натхненником та організатором не лише перемоги більшовиків у Росії, а й завоювання Росією майже всіх незалежних держав, що утворилися на руїнах Російської імперії. Цієї перемоги вдалося добитися лише внаслідок поєднання тотального терору та репресій проти політичних супротивників, з одного боку, — та тимчасових компромісів із дрібним та середнім селянством і національними рухами, з іншого.
У березні 1919 для керівництва світовим комуністичним рухом з метою здійснення світової революції російські більшовики на чолі із Леніним заснували Комуністичний інтернаціонал.
В. Ульянов виступив із обґрунтуванням необхідності створення Третього, Комуністичного інтернаціоналу (Виступ В. Ульяноваⓘ).
1921 року наполіг на переході від політики «воєнного комунізму» до так званої нової економічної політики.
1922 року виступив ініціатором створення СРСР.
Від середини грудня 1922 року Ленін, — після різкого погіршення стану здоров'я, — і до самої смерті був фактично усунений від керівництва державою та партією.
Помер 21 січня 1924 року.
Похований у Мавзолеї на Красній площі у Москві.

## Ленін як політик
Як політик був послідовним супротивником розподілу і децентралізації влади у суспільстві і отже такого політичного інституту суспільства як демократія, яку він називав «буржуазна демократія». Робив все можливе для зосередження, централізації влади у власних руках, для цього використовував такі поняття як «демократичний централізм» та «диктатуру пролетаріату», яка на думку критиків комунізму, була евфемізмом диктатури партії більшовиків.

| Існує глибока двозначність у природі більшовизму, яка яскраво відбивається в політичній кар'єрі Леніна. Яку мету він ставив перед собою: продовжити роботу Петра Великого чи знищити її наслідки? Перенісши столицю Росії з ексцентричної фортеці Петра в центр країни, Ленін начебто оголосив себе послідовником протопопа Авакума та старовірів і слов'янофілів. У цій ролі він виступає як один з пророків «Святої Русі», втілюючи в собі протест російської душі проти західної цивілізації. А проте теоретичну основу свого віровчення Ленін знаходить не в себе на батьківщині, а запозичує її у вестернізованого німецького єврея Карла Маркса. Хоча правда й те, що доктрини, ближчої до цілковитого заперечення всього західного суспільного устрою, ніж марксистське вчення, цей російський пророк двадцятого сторіччя на Заході не знайшов би. Саме негативні, а не позитивні елементи марксистської ідеології зробили її конгеніальною російському революційному духові; і це пояснює, чому в 1917 році ще екзотичний на той час російський капіталізм західного зразка був зметений не менш екзотичною західною антикапіталістичною доктриною. Таке пояснення підтверджується і метаморфозою, яку пережила ця марксистська філософія в російській атмосфері, де, як то неважко переконатися, марксизм перетворено на емоційну і інтелектуальну заміну православного християнства, де Маркс виступає в ролі Мойсея, а Ленін — як Месія, а зібрання їхніх творів визнано за Святе Письмо цієї нової атеїстичної церкви — церкви агресивної і войовничої.[36] |
Вважається творцем партії російських комуністів і її вождем за його життя. Як зазначав Арнольд Джозеф Тойнбі

| Успіх ленінського диктаторського режиму однопартійного типу доведений багатьма його наслідувачами. Проминувши тих наслідувачів, що називали себе комуністами, вкажімо лише на режим, установлений Мустафою Кемалем Ататюрком задля повного відродження Туреччини; на фашистський режим Муссоліні в Італії; на націонал-соціалістичний режим Гітлера в Німеччині. |

### Ленін і Державна Дума Російської імперії
Депутат Державної думи Російської імперії від Катеринославської губернії.
Ленін обґрунтовував необхідність активного бойкоту Державної думи I скликання у січні—лютому 1906 року у статтях: рос. «Бойкотировать ли Государственную думу?», «Государственная дума и социал-демократическая тактика», «Современное положение России и тактика рабочей партии» та в інших працях. Більшовицьку тактику він відстоював на IV з'їзді РСДРП 1907 року.
Без успіху висувався кандидатом до Державної думи II скликання в Петербурзі.
У роботі «До питання про національну політику» писав: 
| Мене обрали до Державної думи від Катеринославської губернії…[41][42] | Інформація щодо його діяльності у Державній думі відсутня у офіційних біографіях часів СРСР.

## Ленін і диктатура пролетаріату
Ленін уважав, що на зміну старому експлуататорському ладу прийде влада трудящих — диктатура пролетаріату, яку він окреслював наступним чином:

| “Диктатура означає — прийміть це раз назавжди до відома, панове кадети, — необмежену владу, що спирається на силу, а не на закон”[43]. |
| “Необмежена, позазаконна, в найпрямішому сенсі слова, влада, що спирається на силу, — це й є диктатура”[44]. |
| “Наукове поняття диктатури означає не що інше, як нічим не обмежену, ніякими законами, ніякими абсолютно правилами не стиснуту владу, що спирається безпосередньо на насилля” [45]. |
Насправді таке визначення диктатури не має ніякого стосунку до жодної науки.
Ленін і більшовики покладались на пролетаріат як найбільш свідому та організовану частину трудящих. Проте кількість самого пролетаріату становила абсолютну меншість у складі населення Російської імперії. В кінці XX століття пролетаріат, відповідно до розрахунків самого Леніна, налічував приблизно десять мільйонів робітників серед понад 130 мільйонів всього населення Російської імперії. Перед самою Жовтневою революцією кількість найманих робітників становила, за різними оцінками, від 10 % до 14,6 % всього населення Російської імперії. Кількість фабрично-заводського пролетаріату налічувала 2 — 3 % від кількості зайнятих.
Комуністична партія вважалась авангардом пролетаріату. Більшовики в результаті жовтневого перевороту встановили диктатуру партії під виглядом диктатури пролетаріату.

## Ленін і терор
Висловлювання екстремістського характеру з закликами до терору та насильства над ворогами комунізму часто зустрічаються у працях Леніна. Головний науковий співробітник Інституту російської історії РАН Володимир Лавров звернувся з клопотанням до слідчого комітету Росії провести експертизу творів Леніна на предмет екстремізму. Володимир Лавров вважає, що Ленін повинен бути засуджений за злочини проти людяності, які не мають терміну давності, зраду Батьківщини, екстремізм і тероризм.
Церковний (РПЦ) і громадський діяч Дмитро Смірнов вважає Леніна більшим негідником, ніж Адольф Гітлер, який, на його думку, до власного народу ставився значно краще ніж Ленін до російського народу.

## Ленін та Україна
Гасло самовизначення було для марксистів не ціллю, а тактикою. Більшовики, як послідовники марксизму, вважали, що стирання національних відмінностей пов'язано з світовим суспільним розвитком та прогресом. Ленін декларував на словах право націй та народів на самовизначення. Однак в певних конкретних політичних ситуаціях та обставинах він заперечував це право і проводив відповідну російську колоніальну та імперську політику. Ще під час радянсько-української війни в 1918 році Ленін зазначав, що створення місцевих маріонеткових радянських урядів на окупованих РСЧА територіях національних республік «забирає можливість в шовіністів України, Литви, Латвії, Естляндії розглядати рух наших частин, як окупацію». Під час наступу більшовиків Антонова-Овсієнко на Україну Ленін вважав, що треба заборонити Антонову-Овсієнку називати себе Антоновим, треба, щоб він називав себе тільки Овсієнком для того, щоб підлаштуватися на український лад. Це саме, за словами Леніна, стосується Муравйова та інших більшовиків в Україні.

В Україні Ленін не бував ніколи, хоча його рід по матері походив з України. Під час виступу на нараді безпартійних делегатів IX Всеросійського з'їзду Рад у Москві (23—28 грудня 1921 р.), на пряме питання, чому він не приїздить в Україну, відповів:
 Тут одержано ще ряд записок. Одна записка українського товариша з Києва, він запитує: чому я ніколи на Україні не був? На Україну поїхати далеко. Таку поїздку здійснити важко
В ті часи в Україні вирувала Отаманія та Антибільшовицькі повстання, тож поїздка або мала б негативний пропагандистський характер, коли би довелося приховувати візит, або ж мала б фатальні для Леніна наслідки.
Не володів українською мовою, хоча читав окремі твори Володимира Винниченка. Але українську культуру та історію визнавав достатньо самостійною, щоб розглядати українське національне питання відповідно до підтримуваного ним лозунга про «право націй на самовизначення», і використовувати його відповідно до поточних потреб керованої ним партії. Тому публічно підтримував український національний рух до захоплення влади більшовиками. Одним з проявів цього було використання ним у більшовицькій пропаганді заборони святкування владою Російської імперії ювілею Тараса Шевченка 1914 року, а також конфлікту між Тимчасовим урядом і УЦР влітку 1917 року.

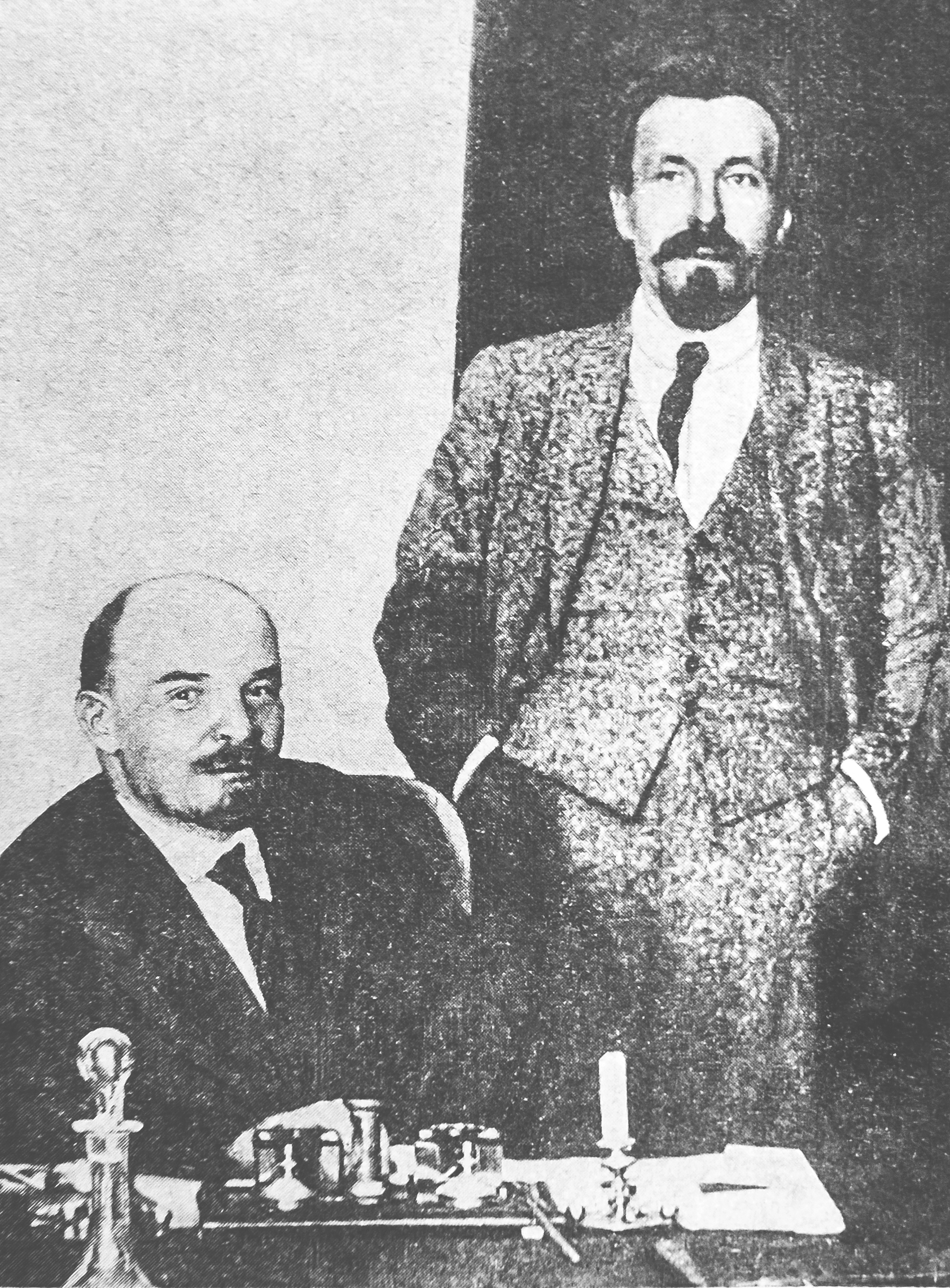
Олексій Риков та Володимир Ленін, 1922

Багато хто вважає, що він послідовно виступав проти ідеї української окремішності, зокрема щодо проведення цього принципу в побудові робітничого руху і більшовицької партії: здатний був, за свідченням очевидців, погодитися на створення окремої литовської чи єврейської соціал-демократичної партії, але утворення окремої української партії вважав неприпустимим, та з цих позицій критикував
гасло самовизначення націй Михайла Драгоманова, Лева Юркевича, проголошуючи думку, що «при єдиній дії пролетаріатів великоруських і українських вільна Україна можлива, без такої єдності про неї не може бути мови» (Повне зібр. тв. т. 24., с. 125). Вважав питання контролю над Україною, її хлібом та донбаським вугіллям питанням життя і смерті російської більшовицької революції. З цих міркувань видав 3 грудня 1917 року «Маніфест до українського народу з ультимативними вимогами до Української Центральної Ради» та організував більшовицьку інтервенцію в Україну взимку 1917—1918 років. Однак контролю над Україною не зміг втримати через воєнні обставини і укладення УЦР Берестейського миру 1918 року. У липні 1918 року під тиском обставин дав згоду на утворення КП(б)У в межах російської Компартії (діяльність РКП(б) в Україні була б порушенням умов Берестейського миру). КП(б)У: «Формально заснована у квітні 1918 як самостійна компартія, але вже через 3 місяці, на своєму I з'їзді, КП(б)У ввійшла до РКП(б) з підпорядкуванням загальним партз'їздам та ЦК». Перші два з'їзди КП(б)У відбувались у Москві. Зазнав критики від українських комуністів (зокрема Сергія Мазлаха та Василя Шахрая) за нехтування українським рухом і українськими національними інтересами.
У липні 1921 року, в часи голоду в Україні, Володимир Ульянов, обіймаючи посаду Голови Ради Народних Комісарів сусідньої держави і визнаючи, формально, Українську Соціалістичну Радянську Республіку незалежною, пропонував (маючи на увазі голод у Росії): 
Якщо район, охоплений неврожаєм і голодний, займає територію з 25 мільйонами населення, то чи не слід рядом заходів найреволюційніших взяти саме з цього району молодь до армії в кількості близько 500 тисяч штиків? (і навіть може до 1 мільйона?).

Мета: допомогти населенню до певної міри, бо прохарчуємо частину голодних, і, може, посилками додому хліба допоможемо до певної міри голодним. Це перше. А друге: розташувати ці 1/2 мільйона на Україні, щоб вони допомогли посилити продроботу, будучи сугубо заінтересовані в ній, особливо ясно усвідомлюючи і почуваючи несправедливість ненажерливості багатих селян на Україні.

Урожай на Україні приблизно визначають (Раковський) 550—650 мільйонів пудів. Віднімаючи 150 мільйонів пудів на засів і 300 (15 x 20 = 300) на годівлю сім'ї і худоби, маємо остачу (550—450 = 100; 650—450 = 200) в середньому близько 150 мільйонів пудів. Якщо поставити на Україні армію з голодних губерній, цю остачу можна було б зібрати (податком + товарообмін + окремими реквізиціями з багатих на допомогу голодним) повністю..
Варто зазначити, що це не єдиний документ, де червоноармійцям РРФСР голова уряду Володимир Ульянов давав дозвіл надсилати додому продуктові посилки з України. Те ж саме дозволив голова уряду Німеччини Адольф Гітлер у 1941 році.
Безпосередньо винний в організації голоду 1921—1922 рр. в Україні, видавши наказ насильно вилучати і вивозити хліб з України в голодуючі райони Поволжя, одночасно затягуючи з дозволом Американській адміністрації допомоги та іншим організаціям надати допомогу голодуючому українському населенню.
З іншого боку, невдалі спроби російських більшовиків встановити контроль над Україною та розмах українських антибільшовицьких повстань у 1919—1921 рр. змусили Леніна змінити ставлення до українського селянства та національного руху, що, зокрема, позначилося на його концепції побудови майбутньої договірної федерації радянських республік. Ленін активно протидіяв ідеї «автономізації» незалежних республік (прибічником якої був, наприклад І. В. Сталін), висунув план створення єдиної союзної держави на федеративних засадах, в якій українцям та ін. неросійським народам гарантувалися б ширші політичні й культурні права. Зміна поглядів Леніна на національну державність республік призвела до гострих дискусій з ін. лідерами комуністичного руху: Розою Люксембург, Йосипом Сталіним та іншими, які залишалися на центристських позиціях. Оскільки ані Ленін, ані його опоненти ніколи не згоджувалися провести федеративний принцип щодо самої Комуністичної партії, автономний статус УРСР та національні права українців залишалися лише формальністю.
Необхідно негайно завести перекладачів в усіх штабах і військових установах, зобов'язавши безумовно всіх приймати заяви і папери українською мовою. Це безумовно необхідно — щодо мови всі поступки і максимум рівноправності.
Показовими є погляди Леніна на особливості роботи в Україні, що викладені у Листі до робітників і селян України з приводу перемог над Денікіним (28.12.1919, опубл. у «Правді», чис. 3 за 4 січня 1920 р.)

Керівництво Радянської Росії на чолі з В. Леніним особливо непокоїла діяльність провідника українського визвольного руху Симона Петлюри, змушеного від 1920 року перебувати на еміграції. За свідченням Султан-Галієва, 1922 року на засіданні ЦК РКП(б) В. Ленін, зокрема, сказав: 
Ніякі Денікіни, Юденичі нам не страшні, бо їхні програми застаріли. Нам, більшовикам, страшний лише один лідер — Петлюра, програма якого небезпечна для нас. І до того часу, доки житиме Петлюра, доти не закінчиться рух повстань проти нас, ми не можемо чекати спокою на Півдні. Тому Петлюру необхідно вбити. Доручаю Сталінові як представникові партії, а Дзержинському й Триліссеру по лінії ЧК виконати це завдання.

### Погляди Леніна на великоросійський імперіалізм-колоніалізм щодо України
Ленін 1914 року обґрунтовував в економічних термінах логіку відокремлення України від Росії, а також те, що Росії слід мати власну національну державу без жодних підданих неросіян. Того року у промові він зазначав, що Росія «висмоктує все» з недорозвиненої України, а натомість нічого не дає у відповідь — твердження, яке можна тлумачити як визнання економічного колоніалізму. Проте ця промова ніколи пізніше в СРСР ані цитувалася, ані друкувалася.
У 1916 році Ленін у своїй праці «Імперіалізм як найвища стадія капіталізму» згадував Україну як колонію; Ленін пізніше також стверджував, що у цій праці він мав на увазі не лише іноземні імперії, але й Російську імперію.
В журналі Комінтерн наприкінці 1919 року Ленін писав що ще й досі існує відчутний великоросійський імперіалізм по відношенню до українців; зокрема Ленін зауважив: «Деякі товариші на останніх нарадах в українському питанні обвинувачували [його — Леніна] в надмірному „вип'ячування національного питання в Україні“. Дані про вибори до Установчих Зборів показують, що ще в листопаді 1917 року на Україні [sic.] дістали більшість українські есери і соціял-демократи (3.4 мільйона голосів + 0.19 = 3.59 млн проти 1.9 млн за російських есерів при загальному числі голосів по всій Україні 7.9 млн). […] При такому становищі іґнорувати національне питання на Україні значить робити глибоку і небезпечну помилку. […] І як інтернаціоналісти, ми мусимо передусім особливо енергійно боротися проти залишків (інколи несвідомих) великоросійського імперіялізму і шовінізму у „російських“ комуністів.»

## Псевдоніми Леніна
Наприкінці 1901 року у Володимира Ульянова з'явився псевдонім «Н. Ленін», яким, зокрема, він у цей період підписував роботи, що виходили друком. За кордоном ініціал «Н» зазвичай розшифровується як рос. «Николай», хоча насправді ні в одній з прижиттєвих публікацій Леніна даний ініціал не розшифровувався. Малося багато версій про походження цього псевдоніма. Наприклад, топонімічна — по назві сибірської річки Лена.
На думку історика Владлена Логінова, найправдоподібнішою є версія, пов'язана з використанням паспорта реально існуючого Миколи Леніна. Знайомого Надії Крупської Сергія Леніна, який для Володимира Ульянова вкрав паспорт свого батька Миколи Леніна, якого розстріляли більшовики в 1919 році.
Рід Леніних простежується від козака Посника, якому у XVII столітті за заслуги, пов'язані із завоюванням Сибіру і створенням зимівок по річці Лені, пожалували дворянство і прізвище Ленін. Численні нащадки його не раз відзначалися і на військовій, і на чиновної службі. Один з них, Микола Єгорович Ленін, дослужившись до чину статського радника, вийшов у відставку і в 80-х роках XIX століття оселився в Ярославській губернії, де й помер 1902 року. Його діти, які співчували соціал-демократичному руху, що зароджувався у Росії, були добрими знайомими Володимира Ілліча Ульянова і після смерті батька передали Володимиру Ульянову його паспорт, правда з виправленою датою народження. Є версія, за якою паспорт Володимиру Іллічу дістався ще навесні 1900 року, коли сам Микола Єгорович Ленін ще був живий.
За сімейною версією Ульянових псевдонім Володимира Ілліча походить від назви річки Лена. Так, Ольга Дмитрівна Ульянова, племінниця В. І. Леніна і дочка його рідного брата Д. І. Ульянова, що виступає як автор, який вивчає життя сім'ї Ульянових, пише на захист цієї версії на підставі розповідей свого батька:

… Про походження псевдоніма «Ленін». «Я маю підставу припускати, — писав мій батько, — що цей псевдонім походить від назви річки Лена, так прекрасно описаної Короленком. Володимир Ілліч не взяв псевдонім Волгін, тому що він був досить потріпаним, зокрема, його використав, як відомо, Плеханов, а також інші автори, наприклад, відомий богошукач Глінка тощо».

За іншою версією, Ленін вибрав цей псевдонім (за назвою річки Лена) в протилежність Плеханову, який, у свою чергу, мав псевдонім «Волгін» (від назви ріки Волга). Оскільки після 2-го з'їзду РСДРП Плеханов розійшовся з Леніним і був довгий час одним з лідерів меншовицької фракції, Ленін вирішив взяти такий псевдонім на знак розбіжності, тому що ріка Лена текла в протилежному напрямку від Волги.
Після приходу до влади В. І. Ленін офіційні партійні та державні документи підписував «В. І. Ульянов (Ленін)».
У нього були також інші псевдоніми: В. Ільїн, В. Фрей, Ів. Петров, К. Тулін, Карпов, Старик і ін.

## Культ особи Леніна
Оскільки ідеологія марксизму-ленінізму мала в Радянському Союзі яскраво виражений характер релігійної віри (квазірелігія, псевдорелігія), вона повинна була витіснити Християнство та зайняти його місце у масовій свідомості населення. Так Комуністична партія займала місце Церкви, майбутнє комуністичне суспільство ототожнювалося з життям після смерті, фігура Карла Маркса ототожнювалася з Іваном Хрестителем, а образ Леніна займав місце Ісуса Христа. Синонімами імені Леніна в офіційній радянській пропаганді були: «великий вождь», «вождь пролетаріату» та «вождь трудящих всього світу». Ім'я Леніна стало сакральною святинею, а його особа — культом.
Кожний наступний керівник Партії та СРСР (починаючи з Йосипа Сталіна) як і положено «апостолам» Христа, послідовно в радянській пропаганді називався «вірним учнєм Леніна» або «вірним послідовником та продовжувачем справи Леніна».
Створення культу особи Леніна було розпочате його дружиною Надією Крупською. В одному з перших біографічних нарисів, вона вказувала на Леніна, як «передового борця робітничого класу». Ленін особисто відредагував цей нарис. Починаючи з 1918 року в Росії плакати із зображенням Леніна почали випускати великими накладами, при цьому сам Ленін схвально до цього ставився. Ще за життя Леніна його ім'ям були названі два міста: Ленінськ (1919), поблизу Царицина та Ульяновка (1922), поблизу від Петрограда.
Від 1923 року так званою «старою гвардією», «непохитними, стійкими й незламними учнями Леніна» була розпочата переробка та пряма підробка історії революційного руху в Росії, що була продовжена Й. Сталіним та його поплічниками і загалом завершена до початку 1930-х років. Схема розвитку революційного руху в Росії, розроблена Й. Сталіним, зводилась до того, що більшовики на чолі з В. Леніним і Й. Сталіним завжди правильно вирішували будь-які проблеми руху, а маси повністю й безумовно їм довіряли. Це привело до фальсифікації історичних подій, іконізації В. Ульянова-Леніна та канонізації так званого ленінізму відповідно до сталінських уявлень.

### Увічнення імені Леніна
- Назва багатьох міст і сел (Ленінград, Леніне (Ленінський район), Ленінськ-Кузнецький, Ленінакан, Ленінабад, Леніногорськ)
- Вища державна відзнака — Орден Леніна
- Вища державна нагорода — Ленінська премія, Міжнародна Ленінська премія «За зміцнення миру між народами»
- Встановлення пам'ятників Леніну або його бюстів в кожному населеному пункті СРСР
- Назва іменем Леніна вулиць, площ (майданів), проспектів, бульварів, парків у всіх населених пунктах СРСР
- Приставка до назви підприємств, установ, організацій — як нагорода та заохочення:
  - Завод «Арсенал» імені Леніна
  - Київський метрополітен імені Леніна
  - Ленінградський ордена Леніна метрополітен імені Леніна

### Пам'ятники Леніну

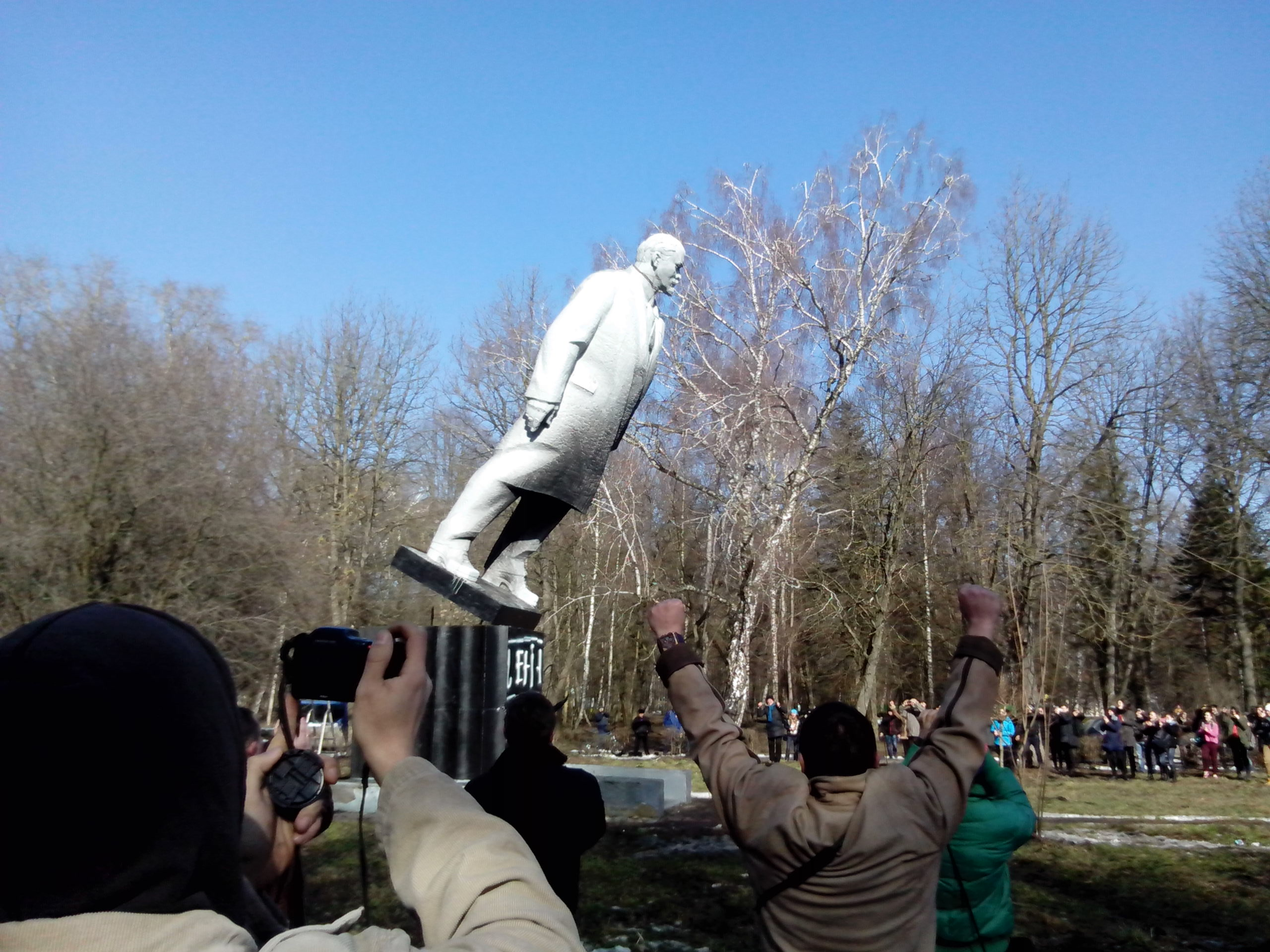
Пам'ятник Леніну в момент падіння. Хмельницький, 21 лютого. ^{[рік?]}

В. І. Ленін посідає одне з перших місць за кількістю пам'ятників споруджених на його честь. Хоча точна кількісна статистика пам'ятників Леніну не відома, існують підрахунки активістів, за якими станом на 1991 рік у світі нараховувалось більше 14 тисяч пам'ятників Леніну, з яких 7 тисяч припадало на Росію і 5,5 тисяч — на Україну.
Після розпаду Радянського Союзу внаслідок демонтажу ця кількість зменшилась і станом на початок 2014 року становила приблизно 9,3 тисячі, з яких 6 тисяч — у Росії і понад 2 тисячі — в Україні. В Україні на початку 1990-х повністю були очищені від пам'ятників Леніну західні області, а із загостренням кризи і масових протестів 2013- початку 2014 років процес демонтажу пам'ятників Леніну, переважно стихійного, поширився також на північні, центральні області, і частково також південні і східні області. Наразі на українських землях існують пам'ятники «вождю» лише на тимчасово окупованих територіях та АР Крим як наслідок закону, який засуджує нацистську та комуністичну символіку.
11 листопада 2017 року до 100-річчя «Жовтневої революції» відкрили міні-скульптуру «Hasta la vista, Lenin». Це металевий вагончик, у якому замуровано бюст Володимира Леніна, встановили неподалік залізничного вокзалу. Ужгород був один із перших міст України, де прибрали пам'ятник Леніну. Ця символічна скульптура, якою всі бажаючі остаточно попрощаються з епохою «радянського вождя». До речі, у вагончику знаходиться справжній бюст В. І. Леніна — один із мільйона екземплярів, які за часів СРСР стояли чи не у кожному державному кабінеті. Мініскульптура «Hasta la vista, Lenin» стала 28-ю мініатюрною візитівкою обласного центру Закарпаття.

### Ленініана
Продукція різних жанрів мистецтва (в літературі, живопису та скульптурі, музиці, кіно та в ін.) присячених особі Леніна, отримала в СРСР офіційну назву «Ленініана».
Леніну присвячені такі великі музичні твори
- опера «В бурю» (композитор Т. Хрєнников, 1936-39)
- опера «Мать» (мати) (його ж, 1957)
- симфонія "Реквієм (Д. Кабалевський)
- симфонія «Ленін» (В. Шебалін)
- ораторія «Ленін» (М. Чулакі, Б. Арапов, В. Щербачов)
- хор-поема «Ленін» (Сидик Мухамеджанов, 1964)
- симфонія «Буря» (його ж, 1970)
- Симфонія № 12 Д. Шостаковича «1917 рік» (пам'яті Леніна)

Твори українських композиторів
- У 1920-ті роки[93]:

М. Повх-Ніколаєв, траурний марш для духового оркестру «Пам'яті улюбленого вождя» ,
Василь Овчаренко, «Похідний марш пам'яті Леніна» для оркестру,
Лев Штейнберг, «Траурний марш пам'яті Леніна» для фортепіано,
Павло Толстяков, «Пам'яті Леніна» для мішаного хору з фортепіано;
В. Ступницький, «Ленінський Заповіт» для мішаного хору і фортепіано
- Повоєнний час:

В. Філіпенко «Прославим слово Леніна» (1967, на сл. П. Тичини),
Л. Дичко, кантата «Ленін» на вірші Д. Бєдного, Н. Заболоцького, В. Маяковського, Расула Рзи і революціонної пісні «Варшавянка» (дипломна робота)
М. Дремлюга, ораторія «Ленін» (сл. А. Прокоф'єва, В. Луговського, Р. Рзи, А. Кулешова і А. Коренева, 1969);
Є. Зубцов, «Серцем до Леніна», кантата для солістів, дитячого хору та оркестру
Про Леніна знято фільми
- Аппасіоната
- На початку століття
- Володимир Ілліч Ленін
- Ленін в 1918 році
- Ленін у вогненному кільці
- Ленін у Жовтні
- Ленін у Парижі
- Ленін. поїзд
- На одній планеті
- Правда
- Розповіді про Леніна
- Серце матері
- Синій зошит
- Телець
- Три пісні про Леніна
- Людина з рушницею
- Шосте липня (рос. «Шестое июля»)
- Штрихи до портрета В. І. Леніна

### Похідні імена
Від прізвища-псевдоніма Ленін утворено такі імена:
жіночі
- Лені́на — утворене від прізвища-псевдоніма В. І. Ульянова — Ленін.[97]
- Нінель — утворене в результаті зворотного читання псевдоніма Ленін.[98]

чоловічі
- Вілен — від Володимир Ілліч Ленін
- Орлен — від Октябрська Революція Ленін
- Марлен — від Маркс Ленін
- Лемаркс — від Ленін Маркс
- Мелс — від Маркс Енгельс Ленін Сталін
- Владлен — від Владимир Ленин (російською)

## Основні твори
- Що таке «друзі народу» і як вони воюють проти соціал-демократів? (Что такое «друзья народа» и как они воюют против социал-демократов?, 1894)
- Розвиток капіталізму в Росії. Процес утворення внутрішнього ринку для великої промисловості (Развитие капитализма в России. Процес образования внутреннего рынка для крупной промышленности, 1899)
- Що робити? (Что делать?, 1902)
- Матеріалізм й емпіріокритицизм. Критичні уваги щодо однієї реакційної філософії (Материализм и эмпириокритицизм. Критические заметки об одной реакционной философии, 1908)
- Філософські зошити [вперше опубліковані 1929—1930 років після смерті Леніна] (Философские тетради, 1914—1916)
- Крах II Інтернаціоналу (Крах II Интернационала, 1915)
- Імперіалізм як вища стадія капіталізму (Империализм как высшая стадия капитализма, 1916)
- Держава і революція. Вчення марксизму про державу та завдання пролетаріату в революції (Государство и революция. Учение марксизма о государстве и задачи пролетариата в революции, 1917)
- Дитяча хвороба «лівизни» в комунізмі (Детская болезнь «левизны» в коммунизме, 1920)

## Видання українською
- Ленін В. І. Твори. 25 тт. — Харків; Київ: Пролетар, 1929—1933.
- Ленін В. І. Вибрані твори в шести томах. — Харків; Київ: Пролетар, 1931.
- Ленін В. І. Квітневі тези. — Київ: Вид-во політичної літ-ри України, 1953.
- Ленін В. І. Про національне і національно-колоніальне питання. — Київ: Державне вид-во політичної літ-ри УРСР, 1957.
- В. І. Ленін про Україну. У двох частинах. — Київ: Вид-во політичної літ-ри України, 1969. — Ч. І. — 720 с.; Ч. ІІ. — 760 с.
- Ленін В. І. Вибрані твори в трьох томах. — Київ: Вид-во політичної літ-ри України, 1961—1962.
- Ленін В. І. Повне зібрання творів. 55 тт. — Київ: Вид-во політичної літ-ури України, 1970—1975.
- Маркс К., Енгельс Ф., Ленін В. І. Про пролетарський інтернаціоналізм. — Київ: Вид-во політичної літ-ри України, 1972.
- Ленін В. І. Філософські зошити. — Київ: Вид-во політичної літ-ри України, 1979.

### Твори Леніна
- Відповідь Леніна Розі Люксембург (1904) [Архівовано 11 листопада 2013 у Wayback Machine.]
- Партизанська війна (1906) [Архівовано 4 серпня 2020 у Wayback Machine.]
- Робітничий клас і національне питання (1913) [Архівовано 4 квітня 2016 у Wayback Machine.]
- Відстала Європа і передова Азія (1913) [Архівовано 3 квітня 2015 у Wayback Machine.]
- Карл Маркс (1914) [Архівовано 5 грудня 2013 у Wayback Machine.]
- Про лозунг Сполучених Штатів Європи (1915) [Архівовано 18 грудня 2013 у Wayback Machine.]
- Імперіалізм і соціалізм в Італії (замітка) (1915) [Архівовано 18 лютого 2015 у Wayback Machine.]
- Імперіялізм і розлам соціялізму (1916) [Архівовано 28 березня 2020 у Wayback Machine.]
- Резолюція в національному питанні (1917) [Архівовано 18 грудня 2013 у Wayback Machine.]
- Що таке Радянська влада? (1919) [Архівовано 7 грудня 2013 у Wayback Machine.]
- Про пролетарську культуру (1920) [Архівовано 3 квітня 2016 у Wayback Machine.]
- Доповідь комісії національного й колоніального питань 26 липня (1920) [Архівовано 28 березня 2020 у Wayback Machine.]
- Полное собрание сочинений (в формате PDF). — 5-е изд. — М.: Изд-во политич. лит-ры, 1967.(рос.)
- Полное собрание сочинений (постранично). — 5-е изд. — М.: Изд-во политич. лит-ры, 1967. [Архівовано 23 січня 2018 у Wayback Machine.](рос.)
- Полное собрание сочинений В. И. Ленина. Издание пятое. Гипертекстовый формат [Архівовано 8 лютого 2018 у Wayback Machine.](рос.)
- Полное собрание сочинений (в формате DOC). — 5-е изд. — М.: Изд-во политич. лит-ры, 1967. [Архівовано 28 квітня 2012 у Wayback Machine.](рос.)
- В. И. Ленин. Неизвестные документы (1891—1922) [Архівовано 27 грудня 2017 у Wayback Machine.](рос.)

### Про нього
- Ленін Владімір // Українська мала енциклопедія : 16 кн. : у 8 т. / проф. Є. Онацький. — Буенос-Айрес, 1960. — Т. 4, кн. VII : Літери Ле — Ме. — С. 823-825. — 1000 екз.

- Василь Шахрай. Н. Ленін (В. Ільін). Статті по національному питанні. Передмова (1919) [Архівовано 2 лютого 2015 у Wayback Machine.]
- Карл Корш. Естафета марксистської ортодоксії: Бернштайн — Кауцький — Люксембурґ — Лєнін (1937) [Архівовано 7 січня 2012 у Wayback Machine.]
- Микола Скрипник. Ленін як учений (1928) [Архівовано 23 квітня 2021 у Wayback Machine.]
- Арнольд Тойнбі. Лєнін, Радянський Союз і виклик західному світу (1946) [Архівовано 2 травня 2014 у Wayback Machine.]
- Эльхон Розин. Ленинская мифология государства (1996) [Архівовано 18 вересня 2018 у Wayback Machine.](рос.)
- Філіп Гофенедер. Радянська мовна політика в Україні. Переклади творів Леніна українською в 1930-х та 1950-х рр. (2010) [Архівовано 24 квітня 2014 у Wayback Machine.]
- Лючіо Коллєтті. Лєнінова «Держава і революція» (1969) [Архівовано 27 січня 2021 у Wayback Machine.]
- Йоханан Петровський-Штерн. Як Ленін став Бланком (Із книжки «Єврейське питання Леніну»). Частина 1 (2010) [Архівовано 24 лютого 2016 у Wayback Machine.]
- Йоханан Петровський-Штерн. Як Ленін став Бланком (Із книжки «Єврейське питання Леніну»). Частина 2 (2010) [Архівовано 24 лютого 2016 у Wayback Machine.]
- Андрій Портнов. Ленін і більшовизм в українській соціалістичній думці першої третини XX століття (2012) [Архівовано 6 січня 2019 у Wayback Machine.]
- Идеальный политик: Ленин глазами лидера партии эсеров Виктора Чернова (2008) [Архівовано 7 грудня 2008 у Wayback Machine.](рос.)
- Солоухин В. А. При свете дня [Архівовано 7 січня 2012 у Wayback Machine.](рос.)
- Солоухин В. А. Читая Ленина [Архівовано 1 лютого 2012 у Wayback Machine.] / из книги «Последняя ступень» (рос.)
- Г. П. Хомизури. В. И. Ленин о терроре (Теория и практика) (Цитаты без комментариев) [Архівовано 15 квітня 2017 у Wayback Machine.](рос.)
- Волкогонов Д. А. Ленин. Политический портрет. — В 2-х кн. — М: Новости, 1994. — С. 480 + 512. — [Архівовано 16 лютого 2018 у Wayback Machine.] ISBN 5-7020-0866-9(рос.)
- Владимир Ленин — организатор советского террора[недоступне посилання з липня 2019](рос.)
- Шиманський Олександр. Швейцарський «чіз» Ілліча. Як фюрер пролетаріату по екзилях «потерпав» [Архівовано 30 грудня 2009 у Wayback Machine.] // Україна молода. — 2009. — 22 квітня.
- Латышев А. Г. Рассекреченный Ленин. — М.: Март, 1996. — 336 с.: илл. — ISBN 5-88505·011-2 [Архівовано 18 травня 2013 у Wayback Machine.](рос.)
- Массовый террор и классовая борьба пролетариата по Ленину(рос.)
- С. П. Мельгунов. «Красный террор» в России 1918—1923 [Архівовано 22 червня 2012 у Wayback Machine.](рос.)
- Л. Е. Балашов. Критика марксизма и коммунизма [Архівовано 6 жовтня 2013 у Wayback Machine.](рос.)
- Аким Арутюнов. Досье Ленина без ретуши [Архівовано 20 квітня 2017 у Wayback Machine.](рос.)
- В. И. Ленин и ВЧК. Сборник документов (1917—1922) [Архівовано 2 грудня 2013 у Wayback Machine.](рос.)
- Крутов В., Верес Л. Вождь: Ленин, которого мы не знали [Архівовано 14 грудня 2013 у Wayback Machine.](рос.)
- Николай Валентинов. Малознакомый Ленин [Архівовано 15 лютого 2018 у Wayback Machine.](рос.)
- Клеймёнов Гелий. Правда и неправда о семье Ульяновых [Архівовано 15 лютого 2018 у Wayback Machine.](рос.)
- Колодный Лев Ефимович. Ленин без грима [Архівовано 11 березня 2019 у Wayback Machine.](рос.)
- Аким Арутюнов. Досье Ленина без ретуши. Документы. Факты. Свидетельства [Архівовано 30 червня 2018 у Wayback Machine.](рос.)
- «На русской земле еще не бывало такого чудовища…» — Размышления к очередной годовщине со дня рождения Владимира Ильича Ульянова (Ленина). — Церковь и мир — Мультиблог протоиерея Димитрия Смирнова [Архівовано 4 квітня 2019 у Wayback Machine.](рос.)